# هوهن کامر
هوهن کامر (به آلمانی: Hohenkammer) یک شهر در آلمان است که در بایرن واقع شده‌است.

## خصوصیات
هوهن کامر ۲۵٫۷۴ کیلومترمربع مساحت دارد ۴۷۱ متر بالاتر از سطح دریا واقع شده‌است.